# Kreodanthus
Kreodanthus – rodzaj roślin z rodziny storczykowatych (Orchidaceae). Obejmuje 13 gatunków występujących w Ameryce Południowej i Środkowej w takich krajach jak: Kolumbia, Kostaryka, Ekwador, Salwador, Gwatemala, Honduras, Meksyk, Panama, Peru, Wenezuela.

## Systematyka
Rodzaj sklasyfikowany do podplemienia Goodyerinae w plemieniu Cranichideae, podrodzina storczykowe (Orchidoideae), rodzina storczykowate (Orchidaceae), rząd szparagowce (Asparagales) w obrębie roślin jednoliściennych.
Wykaz gatunków
- Kreodanthus bugabae Ormerod
- Kreodanthus cajamarcae Ormerod
- Kreodanthus casillasii R.González
- Kreodanthus crispifolius Garay
- Kreodanthus curvatus Ormerod
- Kreodanthus ecuadorensis Garay
- Kreodanthus elatus (L.O.Williams) Garay
- Kreodanthus loxoglottis (Rchb.f.) Garay
- Kreodanthus myrmex Ormerod
- Kreodanthus ovatilabius (Ames & Correll) Garay
- Kreodanthus secundus (Ames) Garay
- Kreodanthus simplex (C.Schweinf.) Garay
- Kreodanthus sytsmae Ormerod